# Пенинско дефиле
Пенинско дефиле или Пенинско дефиле на река Дунаец (на полски Pieniński Przełom, Pieniński Przełom Dunajca) е проломът на река Дунаец през планинската верига Пенини (Pieniny Właściwe) с дължина около 8 км, намиращ се между Сромовце Нижне и Шчавица. В този си участък реката прави много живописни меандри, а скалите достигат около 300 м височина. Спускането в тази част на реката е атракция от европейска величина.

## История
Най-старата информация за спускане с лодки из Пенинското дефиле е от 1589 и представлява полихромия в старата църква Кошченко. Спускане по река Дунаец представя и икона от XVII век, намираща се в Червения манастир. В първата половина на XIX плаването по дефилето придобива стопанско значение. В местността Харклова (Harklowa) докараните от татрите дървени трупи били правени на салове и по река Дунаец и Висла те стигали чак до Гданск, където били използвани за строеж на кораби.
От около 1840 спускането по Пенинското дефиле се превръща в туристическа атракция. Луция Раутенстраухова (Łucja Rautenstrauchowa) описва нощно спускане по реката с лодки еднодръвки през 1839. Направено е на слабата светлина на маслени лампи и една от лодките драматично се преобръща. По онова време пътници в лодките най-често са почиващи от Шчавица и гости на замъка в Неджица.

## Спускане с лодка по Пенинското дефиле в наши дни
Спускането започва в Сромовце Вижне, където се намират специално пристанище и Павилион на Пенинския национален парк или в Сромовце Нижне и завършва в Шчавица. Продължителността на пътуването до Шчавица е средно 2 часа и половина, до Кошченко – около 2 часа и 45 минути. Разстоянието до Шчавица е 15 km, а до Кошченко – с 3,5 км повече.
Днес спускането се извършва не с нестабилни еднодръвки, а със стабилни канута, направени от дъски. Спускането по реката може да се извършва и с наето оборудване като каяци или понтони, а можете и да участвате и в рафтинг по река Дунаец.
Благодарение на Пенинския път, който води от Шчавица до Червения манастир, можете да разгледате дефилето и пеша или с колело. Пътят минава по продължението на десния бряг на Дунаец и почти изцяло се намира на словашка територия.

## Описание не Пенинското дефиле
Скалните стени на дефилето са изградени предимно от т.нар пенински варовици. Това са бели варовикови скали, богати на останки от микроорганизми, образували се в по-дълбоките части на морето на границата на юра и креда и в ранната креда (преди около 145 – 120 милиона години).
Въпреки обширните научни изследвания, произходът не дефилето все още не е точно обяснен. Най-често се смята, че е антецедентно-структурен пролом: Пенините са се издигали толкова бавно, че извиващата се в меандри река е успяла да се всече в изграждащите се скали, като използва различната им податливост на ерозия (антецедентен пролом) и се адаптира към структурата на почвата (структурен пролом). Според друга теория голяма роля в създаването на пролома е изиграла регресивната ерозия на някои реки (пра-Дунаец), което означава, че може да се говори за пролом от регресивен тип. Предполага се, че проломът се е образувал от миоцена до плиоцена.